# Dirección Nacional de Inteligencia Estratégica
La Dirección Nacional de Inteligencia Estratégica o DINIE fue una agencia de inteligencia del Estado Peruano que operó durante los años 2001 - 2006 luego de la desactivación de su predecesor Servicio de Inteligencia Nacional.

## Historia
En noviembre de 2000, al descubrirse que el entonces asesor de inteligencia Vladimiro Montesinos pagaba sobornos a importantes figuras políticas y militares, se dictó la Ley N.º 27351 mediante la cual se desactivó el Servicio de Inteligencia Nacional. 
Como consecuencia de ello se expidió la Ley N.º 27479 del 5 de junio de 2001 que creó en su reemplazo el Consejo Nacional de Inteligencia - CNI y la Dirección Nacional de Inteligencia Estratégica - DINIE.
Posteriormente, estos organismos fueron también disueltos con la dación de la Ley N° 28664 que dio nacimiento a la Dirección Nacional de Inteligencia.